# Иней (приток Уленя)
Ине́й — река южных отрогов Кузнецкого Алатау и Батенёвского кряжа, левый приток реки Улень (бассейн реки Белый Июс).
Длина — 26 км. Протекает по территории Усть-Абаканского района и городского округа «Город Сорск» Хакасии. Река берёт начало из болота в 6 км северо-западнее Магнитной горы, устье расположено в 9 км по левому берегу от устья Уленя.
Абсолютная высота истока — около 950 м, устья — 704 м. Иней имеет 20 притоков, длиной от 2 до 9 км (р. Сарлык-Маймах). Река горная, водный режим соответствующий. Питание преимущественно снеговое. Модуль стока — 10,2 л/(с×км²). Населённых пунктов в бассейне реки нет.

## Данные водного реестра
По данным государственного водного реестра России относится к Верхнеобскому бассейновому округу, водохозяйственный участок реки — Чулым от г. Ачинск до водомерного поста села Зырянское, речной подбассейн реки — Чулым. Речной бассейн реки — (Верхняя) Обь до впадения Иртыша.